# Magdalen Laver
Magdalen Laver är en by och en civil parish i Epping Forest i Essex i England. Orten har 246 invånare (2001).